# These Two Windows
These Two Windows è il primo album in studio del cantante statunitense Alec Benjamin, pubblicato il 29 maggio 2020 su etichetta Atlantic Records.

## Tracce
1. Mind Is a Prison – 2:42 (Alec Benjamin, Alex Hope)
2. Demons – 2:43 (Alec Benjamin, Ryan Vojtesak, Jonathan Hoskins)
3. Oh My God – 3:08 (Alec Benjamin, Julie Frost, Nolan Lambroza)
4. The Book of You & I – 3:28 (Alec Benjamin, Alex Hope)
5. Match in the Rain – 2:39 (Alec Benjamin, Scott Friedman, Alex Hope)
6. Jesus in LA – 2:52 (Alec Benjamin, Martin Terefe)
7. I'm Not a Cynic – 2:17 (Alec Benjamin, Alex Hope)
8. Alamo – 2:25 (Alec Benjamin, Scott Friedman, Nolan Lambroza, Nathan Fertig, Russell Chell, David Biral, Denzel Baptiste)
9. Must Have Been the Wind – 2:58 (Alec Benjamin, Alex Hope)
10. Just Like You – 2:48 (Alec Benjamin, John Cunningham)

## Successo commerciale
Nella Official Albums Chart britannica These Two Windows ha debuttato alla 52ª posizione con 1 677 unità di vendita, marcando la prima entrata dell'interprete in tale classifica.

## Classifiche
| Classifica (2020) | Posizione massima |
| ----------------- | ----------------- |
| Belgio (Fiandre)  | 99                |
| Lituania          | 80                |
| Paesi Bassi       | 42                |
| Regno Unito       | 52                |
| Stati Uniti       | 75                |
| Svizzera          | 75                |